# Kamoenai, Hokkaidō
Kamoenai (神恵内村 Kamoenai-mura) là một ngôi làng thuộc huyện Furuu, phó tỉnh Shiribeshi, Hokkaidō, Nhật Bản. Tính đến ngày 1 tháng 10 năm 2020, dân số ước tính ngôi làng là 870 người và mật độ dân số là 5,9 người/km2. Tổng diện tích ngôi làng là 147,71 km2.